# Korean Movie Database
Le Korean Movie Database (littéralement « Base de données cinématographiques coréenne »), abrégé en KMDb, est une base de données en ligne sur le cinéma, sur la télévision sud-coréenne. Lancé en février 2006 par les archives du film coréen, le site restitue un grand nombre d’informations concernant les films, les acteurs, les réalisateurs, les scénaristes et toutes personnes et entreprises intervenant dans l’élaboration d’un film, d’un téléfilm, d’une série télévisée ou d’un dessin animé. L’accès aux informations publiques est laborieux, mais gratuit,. 
Le site est également une plateforme de visionnage de vidéo à la demande. 